# NGC 1428
NGC 1428 je galaksija u zviježđu Kemijska peć.

## Vanjske poveznice
- SEDS: NGC 1428